# Mbombela-Stadion
Das Mbombela-Stadion (englisch: Mbombela Stadium) befindet sich in der südafrikanischen Stadt Mbombela (bis 2010 Nelspruit), etwa sieben Kilometer westlich vom Stadtzentrum. City of Mbombela ist auch der offizielle Name der Gemeinde, der die Stadt angehört.

## Geschichte
Im Jahr 2010 war das Mbombela-Stadion einer der Austragungsorte der Fußball-Weltmeisterschaft 2010 in Südafrika. Baubeginn war im Dezember 2006. Die Baukosten beliefen sich auf 1,2 Milliarden Rand (etwa 113,5 Millionen Euro). Am 16. Mai 2010 wurde das Stadion mit einem Freundschaftsspiel zwischen Südafrika und Thailand, das 4:0 (3:0) endete, offiziell eröffnet.
Das Stadion bot zur FIFA-WM 2010 46.000 Zuschauern Platz, das Medienzentrum 620 Journalisten. Zu den architektonischen Besonderheiten gehören 18 nach außen gerichtete Tragpfeiler in Giraffen-Form und eine Bestuhlung in Zebra-Optik. Diese Merkmale sollen die „Verbindung zur Wildnis“ betonen. Zudem sind regionstypische Bäume im Innenraum zu sehen.
Im März 2012 fanden auf einem Rundkurs mit Start und Ziel am Mbombela-Stadion die Südafrikanischen Straßen-Radmeisterschaften statt. Als einer von fünf südafrikanischen Austragungsorten war das Stadion von Mbombela Spielort der Fußball-Afrikameisterschaft 2013.
Das Stadion gewann mit seinem außergewöhnlichen Design mehrere Preise.
- Mpumalanga Institute of Architects Merit Award 2011
- SA Institute of Architects Merit Award 2011/2
- Steel Awards SAISC – Tubular Steel Category 2010
- Plascon Prism Award 2010
- British Expertise International Award for Sports, Tourism 2009/10

## Spiele der Fußball-Weltmeisterschaft 2010 in Nelspruit

### Gruppenspiele
- Gruppe H – 16. Juni 2010, 13:30 Uhr:  Honduras –  Chile 0:1 (0:1)
- Gruppe F – 20. Juni 2010, 16:00 Uhr:  Italien –  Neuseeland 1:1 (1:1)
- Gruppe D – 23. Juni 2010, 20:30 Uhr:  Australien –  Serbien 2:1 (0:0)
- Gruppe G – 25. Juni 2010, 16:00 Uhr:  Nordkorea –  Elfenbeinküste 0:3 (0:2)